# Ferrovia Pisa Centrale-Pisa Aeroporto
La ferrovia Pisa Centrale-Pisa Aeroporto è stata una breve linea ferroviaria che raccordava la stazione di Pisa Centrale all'aeroporto di Pisa-San Giusto.

## Storia
La costruzione di un raccordo ferroviario che collegasse la stazione di Pisa Centrale allo scalo aeroportuale di Pisa-San Giusto fu finanziata con la legge n. 369 del 1974: per l'opera fu stanziato un totale di 8 miliardi di lire. La ferrovia fu attivata il 29 gennaio 1983, risultando essere il primo esempio di collegamento ferroviario aeroportuale in Italia. La linea rimase in servizio per 30 anni finché, il 15 dicembre 2013, non è stata soppressa per consentire la costruzione del Pisa Mover, un impianto di people mover a funicolare che ne ha ricalcato il percorso e, a partire dal 18 marzo 2017, ha sostituito la ferrovia mantenendone i tempi di percorrenza e aumentando la frequenza delle corse.

## Caratteristiche
| Continuation backward |

| Unknown route-map component "d" |  | Unknown route-map component "ABZg+l" | Unknown route-map component "ABZq+r" | Unknown route-map component "dCONTfq" |

|  | Station on track | Straight track |

| Unknown route-map component "dCONTgq" | Unknown route-map component "ABZq+r" | Unknown route-map component "ABZgr" | Straight track | Unknown route-map component "d" |

| Unknown route-map component "KRWg+l" | Unknown route-map component "xKRWgr" | Straight track |

| Unknown route-map component "eKRWgl" | Unknown route-map component "exKRWg+r" | Straight track |

| Straight track | Unknown route-map component "exKBHFe" | Unknown route-map component "kSTR3" |

| Unknown route-map component "dCONTgq" | Unknown route-map component "ABZqr" | Unknown route-map component "kSTRr+1" | Unknown route-map component "kSTRc4" | Unknown route-map component "d" |

La ferrovia era a binario singolo e lo scartamento adottato fu quello ordinario da 1435 m. Lunga 1,445 km, la linea era elettrificata con tensione a 3000 V a corrente continua. Per quanto concerne la gestione del traffico ferroviario, la ferrovia rientrava per intero nell'area di competenza della cosiddetta "stazione di Pisa". L'8 dicembre 2008 le stazioni di Pisa Centrale e Pisa Aeroporto hanno perso lo status di stazione, divenendo fasci di binari integrati in una più grande struttura nota, appunto, con il nome di "stazione di Pisa".

### Percorso
La ferrovia aveva inizio presso il binario 14 della stazione di Pisa Centrale; dopo aver seguito il percorso della ferrovia Leopolda in direzione di Livorno per circa un chilometro, la linea voltava verso est in direzione dell'aeroporto di Pisa-San Giusto, terminando il suo tragitto presso la stazione di Pisa Aeroporto, direttamente collegata alle strutture dello scalo aeroportuale.

## Traffico
Il servizio sulla linea era svolto da treni regionali con corse cadenzate ogni mezz'ora. I convogli impiegavano 5 minuti per coprire l'intero tragitto; quasi tutte le corse erano attestate presso la stazione di Pisa Centrale, eccetto 4 corse giornaliere che raggiungevano la stazione di Firenze Santa Maria Novella.